# .li
.liは国別コードトップレベルドメイン（ccTLD）の一つで、リヒテンシュタインに割り当てられている。1993年に創設された。ファドゥーツにある高等教育機関Fachhochschule Liechtensteinによって後援、運営されているが、スイスのccTLDである.chの登録機関SWITCH Teleinformatics Servicesにおいても登録が受け付けられる。国際化ドメイン名の登録が2004年3月から行われている。

## ロングアイランドでの利用
ニューヨーク州ロングアイランドの多くの組織や企業がドメインハックとして.liのドメインを利用している。